# Brad King
Bradley Mitchell „Brad” King (ur. 4 lutego 1966 w Toronto) – kanadyjski narciarz alpejski, uczestnik Zimowych Igrzysk Olimpijskich 1992 w Albertville.

## Osiągnięcia

### Igrzyska olimpijskie
| Miejsce | Dzień     | Rok  | Miejscowość | Konkurencja | Czas biegu | Strata | Zwycięzca            |
| ------- | --------- | ---- | ----------- | ----------- | ---------- | ------ | -------------------- |
| DNF2    | 22 lutego | 1992 | Albertville | Slalom      | -          | -      | Finn Christian Jagge |